# Le Mesnil-Rainfray
Le Mesnil-Rainfray è un comune francese di 254 abitanti situato nel dipartimento della Manica nella regione della Normandia.

## Società

### Evoluzione demografica
Abitanti censiti